# Marc Antoni Broggi i Trias
Marc Antoni Broggi i Trias (Barcelona, 1942) és doctor en medicina i cirurgia. Fins al 2007 va ser cap dels serveis de cirurgia general de l'hospital Germans Trias i Pujol de Badalona. i professor associat de la Universitat Autònoma de Barcelona. És president del Comitè de Bioètica de Catalunya Membre Numerari de la Reial Acadèmia de Medicina de Catalunya. Exerceix també de professor de bioètica en diversos màsters i ha estat membre de la Comissió Deontològica del Col·legi Oficial de Metges de Barcelona. Especialitzat en les relacions metge-pacient, és autor de diversos articles, ponències i conferències sobre bioètica, i del llibre Per una mort apropiada, Por una muerte apropiada.